# المكسيكي والجويرو
إمبراطورية الأكاذيب (بالإسبانية: La mexicana y el güero)‏ هي مسلسل تلفزيوني مكسيكي تم بثه على قناة قناة النجوم منذ عام 2020.

## روابط خارجية
- المكسيكي والجويرو على موقع IMDb (الإنجليزية)
- المكسيكي والجويرو على موقع كينوبويسك (الروسية)
- المكسيكي والجويرو على موقع قاعدة بيانات الفيلم (الإنجليزية)